# The Lost Skeleton Returns
The Lost Skeleton Returns — студийный альбом Майкла Грэйвса, издан в 2013 году.

## Об альбоме
The Lost Skeleton Returns содержит новые версии уже известных песен Грэйвса, в том числе времён American Psycho и Famous Monsters Misfits и сольного Punk Rock Is Dead, и несколько новых композиций. По словам самого музыканта, альбом объединил наиболее важные из когда-либо написанных и исполненных Грэйвсом песен, и представляет собой антологию его карьеры.
Альбом также знаменует возвращение Майкла к своей «тёмной стороне» — Skele-Crow, — и к жанру хоррор-панка в противовес недавно вышедшей пластинке Vagabond, выдержанной в классической хард-роковой стилистике. Средства для The Lost Skeleton Returns были собраны музыкантом с помощью краудфандинг-ресурса Kickstarter. Диск был записан на студии Soundmine Recording в середине февраля 2013 года и вышел 14 июня 2013 года.
В записи альбома участвовали «Chamber of Horrors Band» и Крис Черулли из Motionless in White (трек «Forbidden Planet»). Специальный выпуск эксклюзивных альбомов на Kickstarter включал в себя съёмки записи самого альбома.

## Список композиций
1. Lost Skeleton
2. American Psycho
3. Forbidden Plant
4. Dig Up Her Bones
5. Dawn of The Dead
6. Scream
7. Crying on Saturday Night
8. Die Monster Die
9. Fiend Without A Face
10. Godzilla
11. Fiend Club
12. Earth Vs. Spider
13. Zombie
14. Night of the Living Dead
15. Last Man on Earth
16. Something Wicked

## В записи участвовали
- Майкл Грэйвс — гитара, вокал
- Джонни Морбид — бас
- Пол Лайфлесс — ударные

а также
- Крис Моушнлесс — дополнительный вокал (3)